# The Morning News (Bangladesh)
The Morning News était un journal de langue anglaise, de droite, publié à partir de Dacca, au Bangladesh,.

## Histoire
The Morning News a commencé comme journal hebdomadaire de langue anglaise à Calcutta. Il appartient alors à Khwaja Nuruddin, qui est parent du Nawab de Dacca, Khawaja Nazimuddin. Il s'installe à Dacca le 20 mars 1949 après la partition de l'Inde. 
Le 25 décembre 1949, le The Morning News commence à être publié sous forme de quotidien. Le rédacteur en chef du journal est alors Badruddin. Le 24 janvier 1971, le bureau du Morning News et l'autre journal militaire pro-pakistanais, Dainik Pakistan, sont incendiés par des manifestants. 
Le 2 mars 1971, des soldats pakistanais tirent sur des manifestants devant le bureau du journal à l'intersection DIT vers 21 h 30. Après l'indépendance du Bangladesh en 1971, Shamsul Huda devient rédacteur en chef. 
Le journal est interdit en 1975 par le gouvernement de la Ligue Krishak Sramik Awami du Bangladesh (BAKSAL).

## Idéologie
Le Morning News soutenait la faction de la Ligue musulmane dirigée par Khawaja Nazimuddin. Il était contre le mouvement linguistique en 1952. Il a appelé le mouvement exigeant que le bengali devienne la langue officielle du Pakistan une conspiration d'Indiens et d'Hindous. Le journal a pris une position commune.